# Feldtelefon

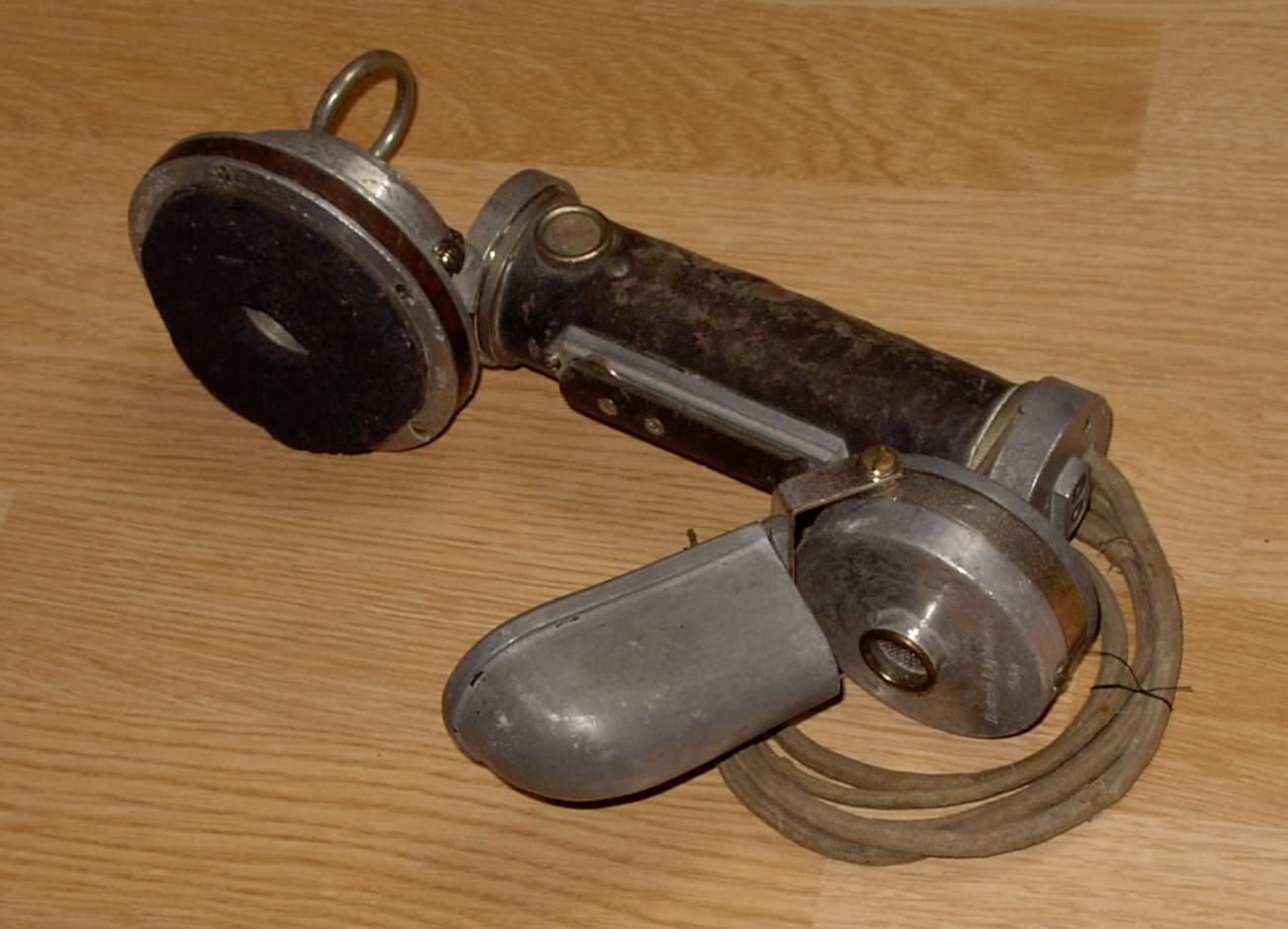
Feldtelefon des Kaiserlichen Deutschen Heeres (Armeefernsprecher „alter Art“, Modell 1905)

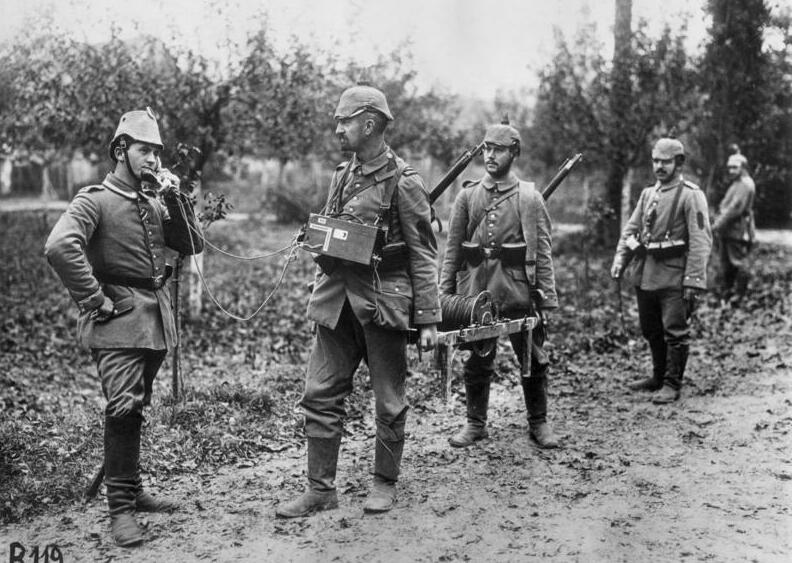
Deutsche Soldaten beim Leitungsbau im Ersten Weltkrieg

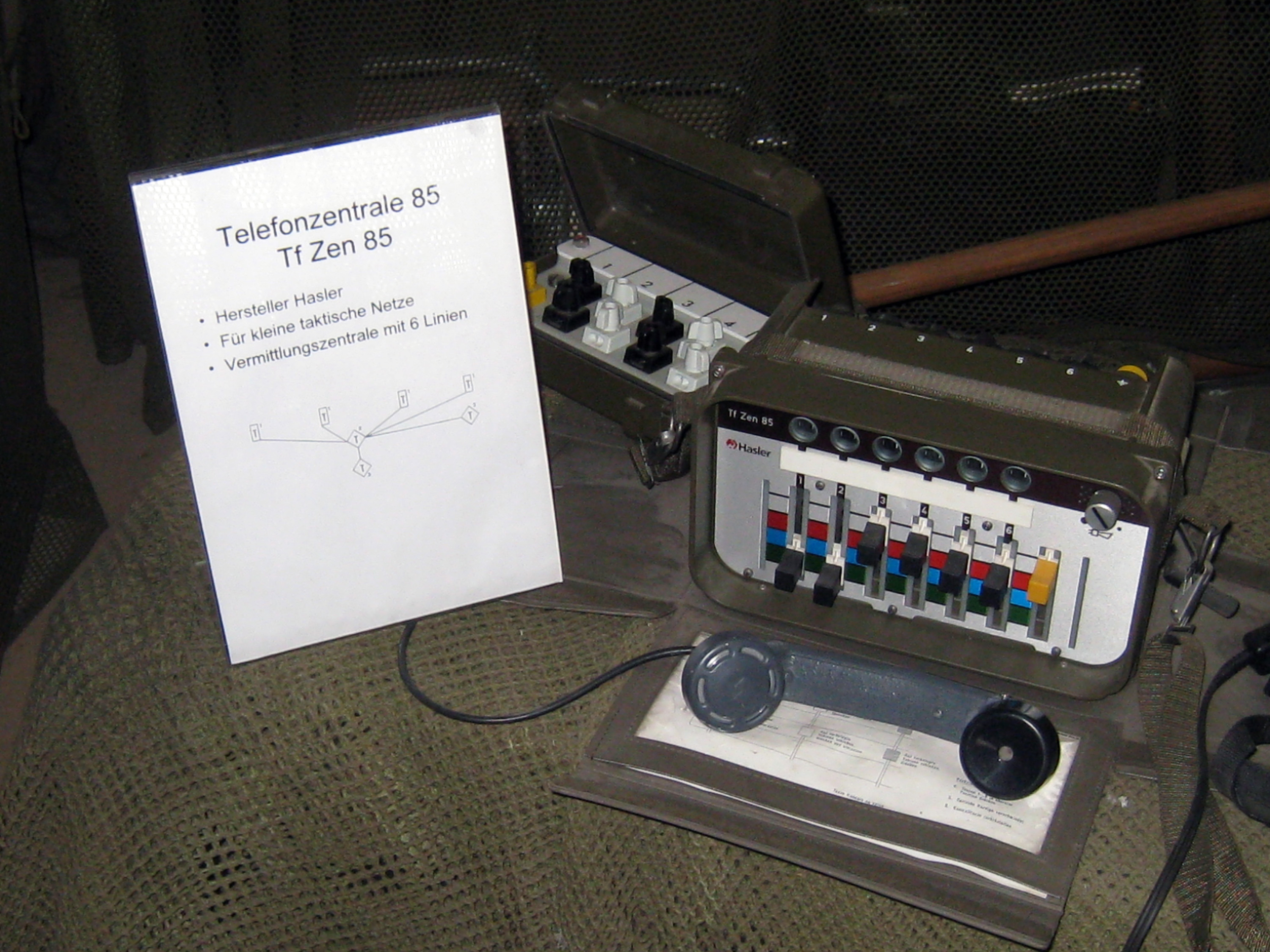
Einfache Vermittlungszentrale (1985)

Ein Feldtelefon ist ein spezieller Telefonapparat, der nach den Anforderungen des Einsatzes unter militärischen Bedingungen konstruiert ist.

## Geschichte
1879 erhielt Wilhelm Emil Fein ein Patent für ein Telefon mit Hufeisenmagnet und 1885 ein weiteres für ein militärisch genutztes Feldtelefon – dieses gilt als das erste tragbare Telefon der Welt.
Das Deutsche Heer nutzte ab 1896 den Patrouillenapparat und ab 1905 bis zum Ende des Ersten Weltkrieges 1918 den Armeefernsprecher.
Der Armeefernsprecher  bestand aus einem metallischen Telefonhörer mit Summer, Summertaste und Lauthörtaste. Neben der Sprechverbindung konnten auch Signale per Morsezeichen übermittelt werden. Zum Telefonieren in Bewegung konnte ein zusätzlicher Kopffernhörer angeschlossen werden. Der Armeefernsprecher (im lederbezogenen Blechfutteral) wurde zusammen mit der Batterie und der Kabeltasche auf dem Rücken getragen. Die Signalübertragung erfolgte zunächst einadrig gegen Erde. Über die dabei auftretenden Variationen im Erdpotential konnten die übertragenen Signale durch Feinde abgehört werden. Als im Ersten Weltkrieg das erkannt wurde, ging man auf zweiadrige Kabel über. Auf der anderen Seite entwickelte man die Erdtelegraphie als drahtlose Fernmeldeverbindung weiter. Diese hatte eine Berechtigung an der Front, weil starker Artilleriebeschuss oft die Kabel durchtrennte.
Ab 1916 kam die dann lange Zeit gebräuchliche kastenförmige Konstruktion auf. Der FF 16 Typ B der Firma Siemens & Halske enthielt bereits Summer, eine leistungsfähige Ortsbatterie sowie Kurbelinduktor und Telefonhörer im Holzkasten. In späteren Konstruktionen wurde der Holzkasten durch Bakelit (z. B. Typ SF 882) oder Metall (Typ OB-ZB 38) bzw. andere Kunststoffe ersetzt.

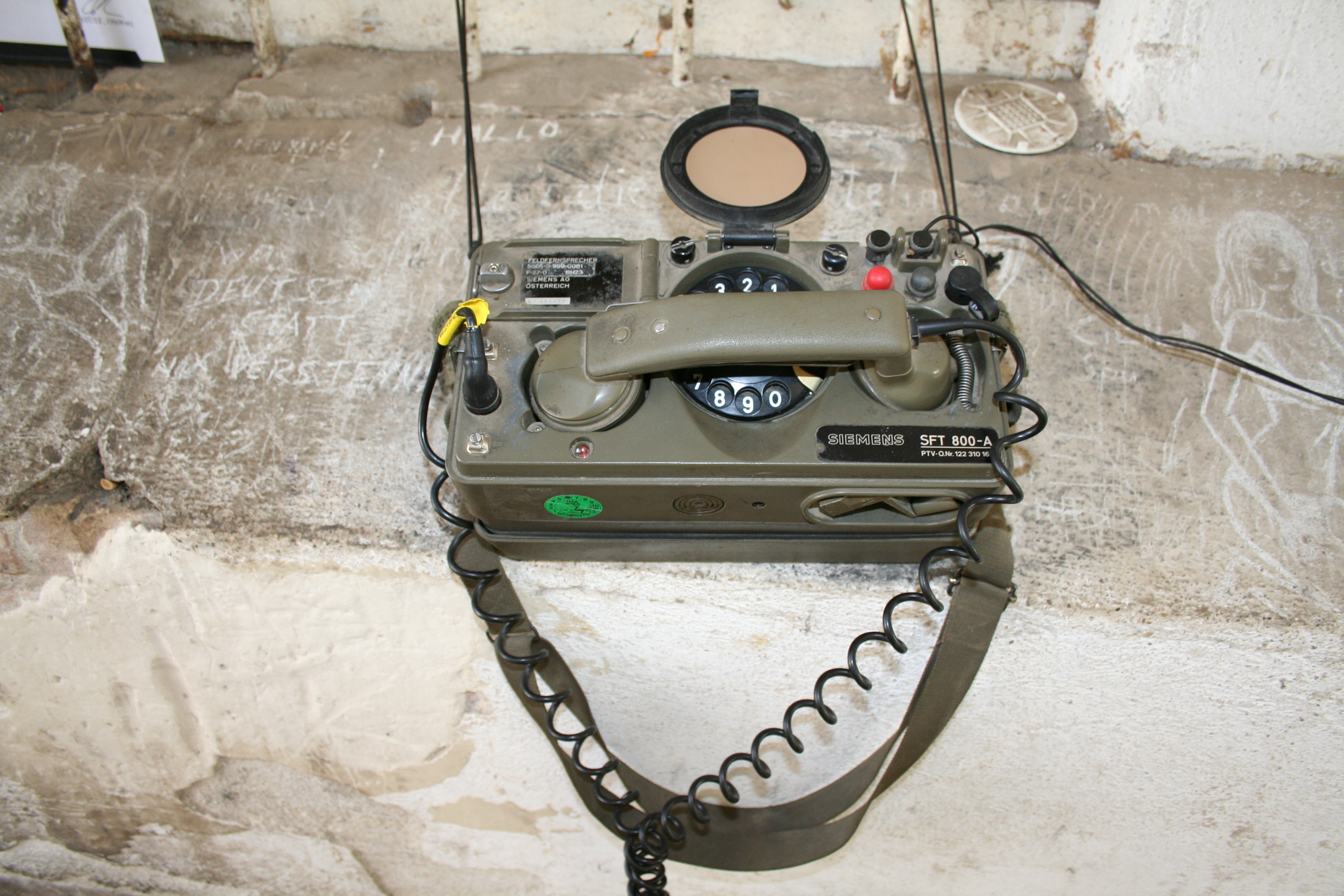
Feldtelefon des österreichischen Bundesheers: Siemens SFT-800
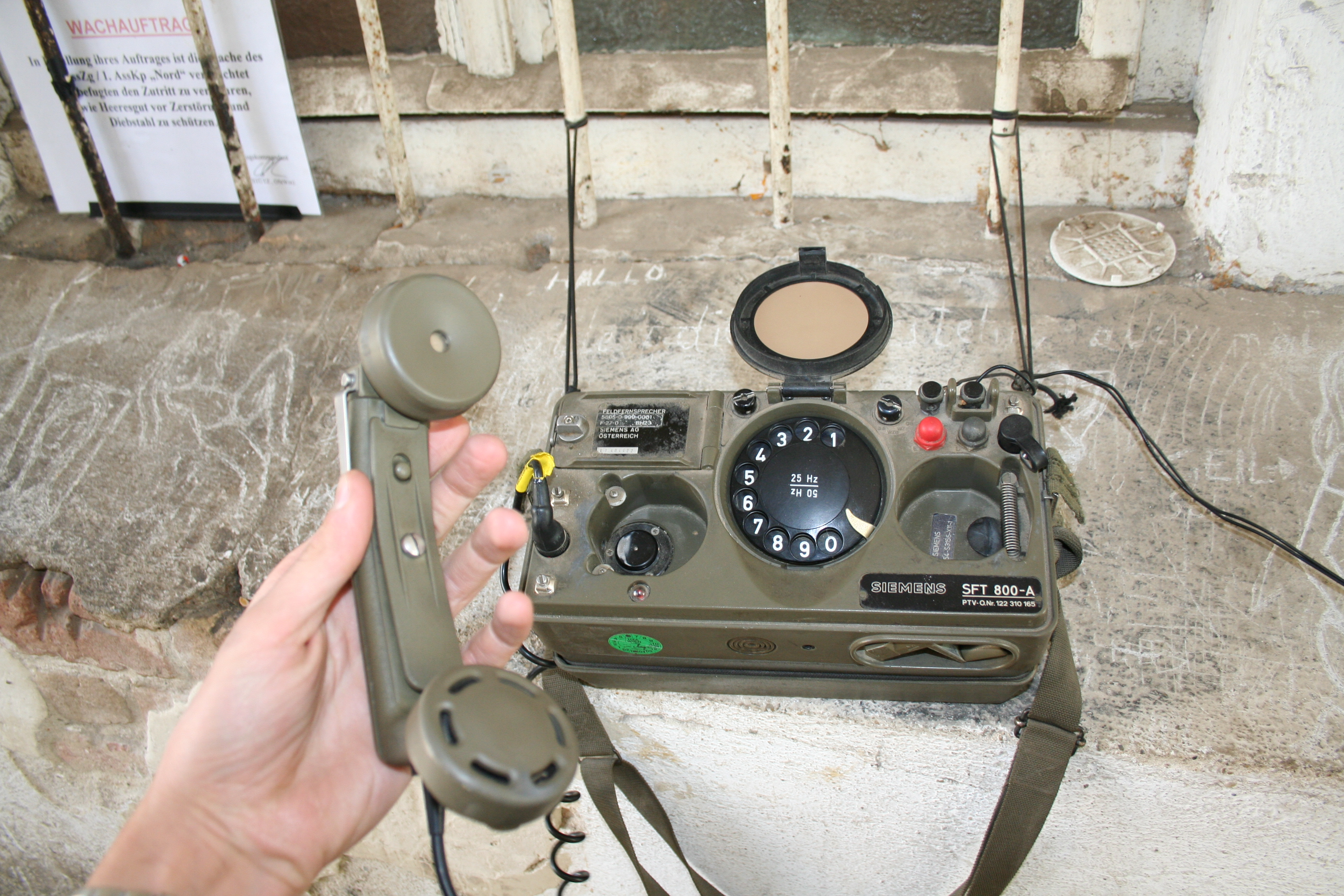
Sprechtaste d. SFT-800
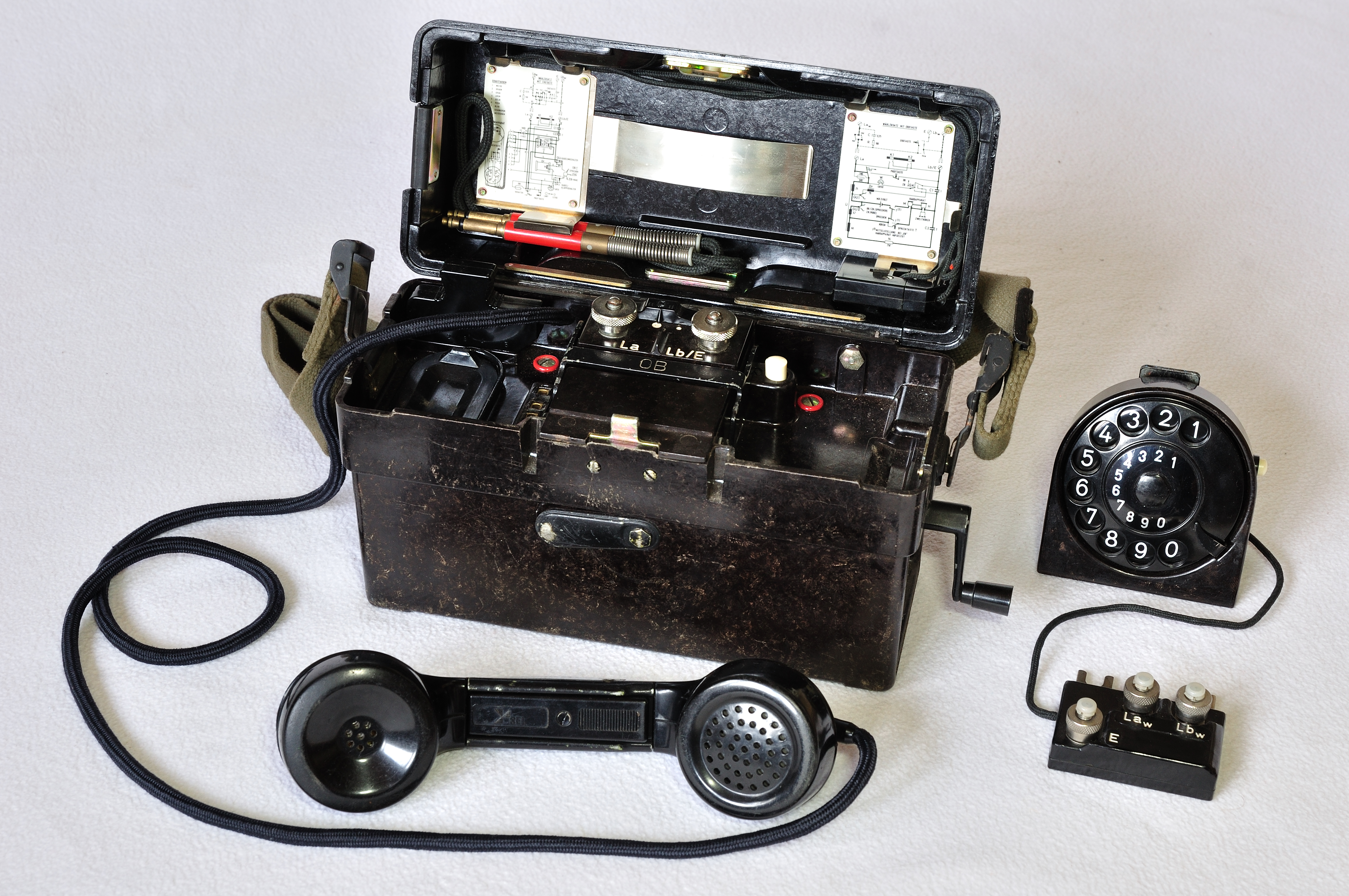
Feldfernsprecher FF OB/ZB der deutschen Bundeswehr
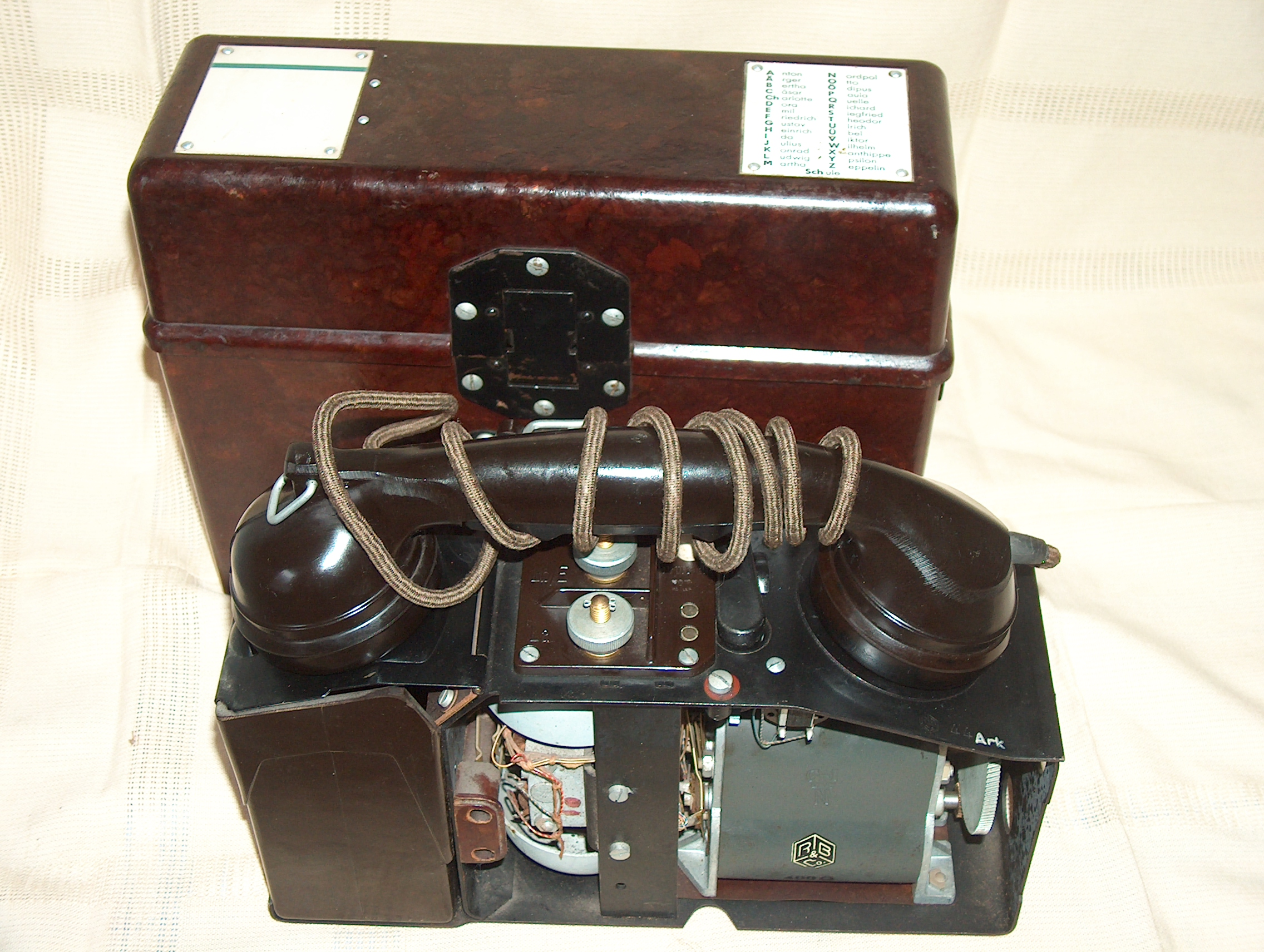
Feldfernsprecher FF33 der deutschen Wehrmacht, entwickelt 1933
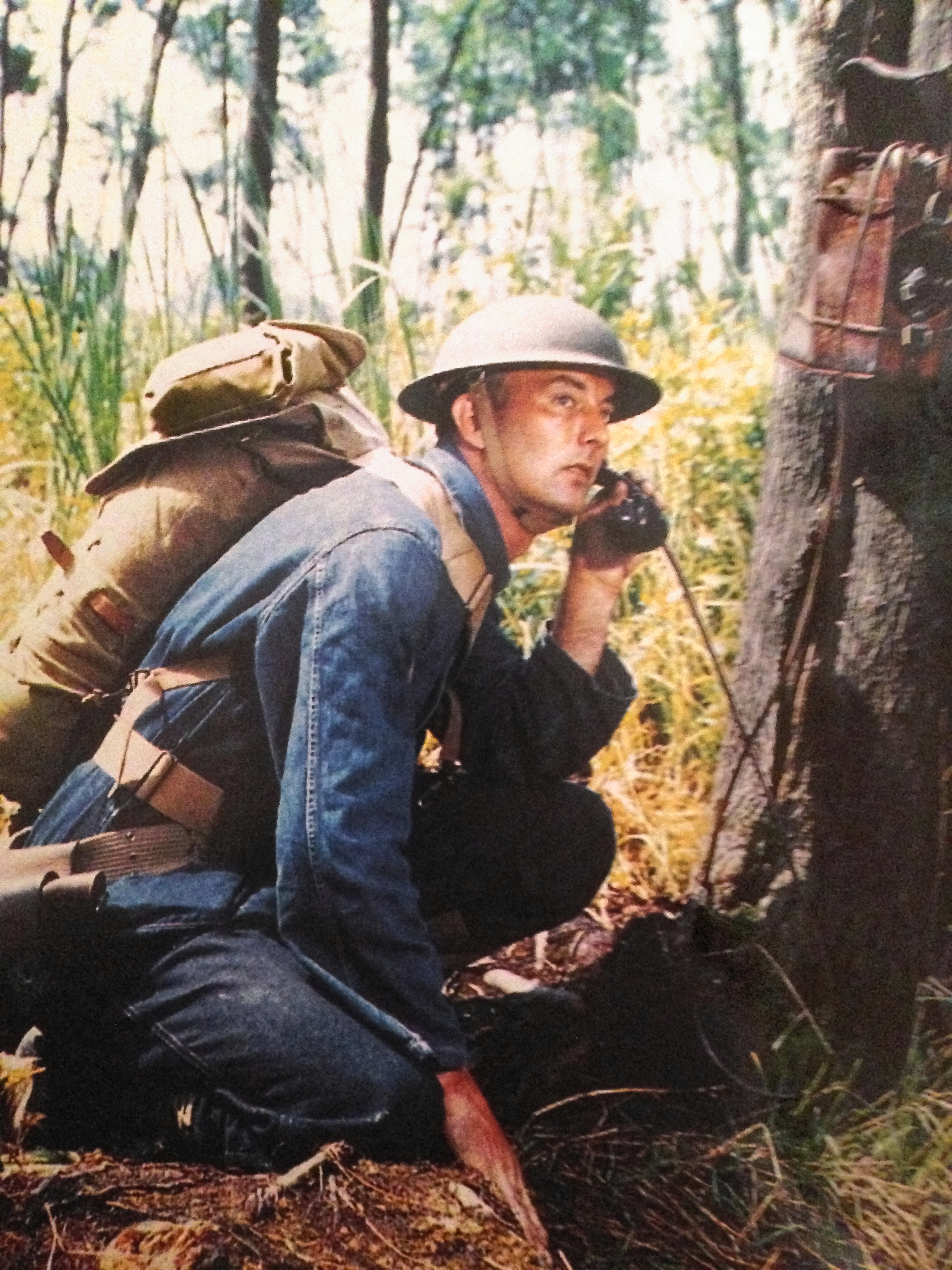
EE-8 Der US-Army am Baum befestigt
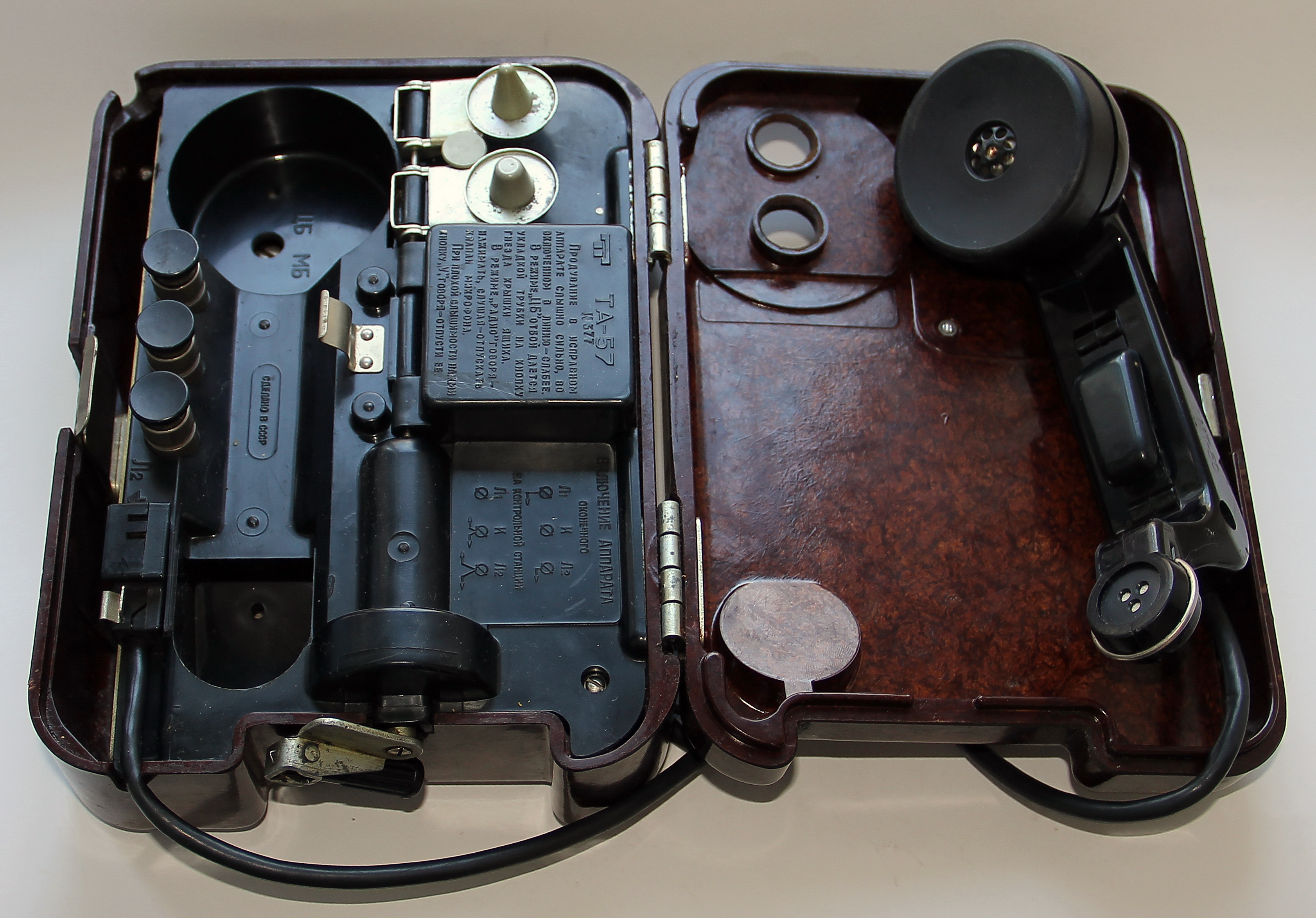
Sowjetischer TA-57 Feldfernsprecher (zur Benutzung aufgeklappt)
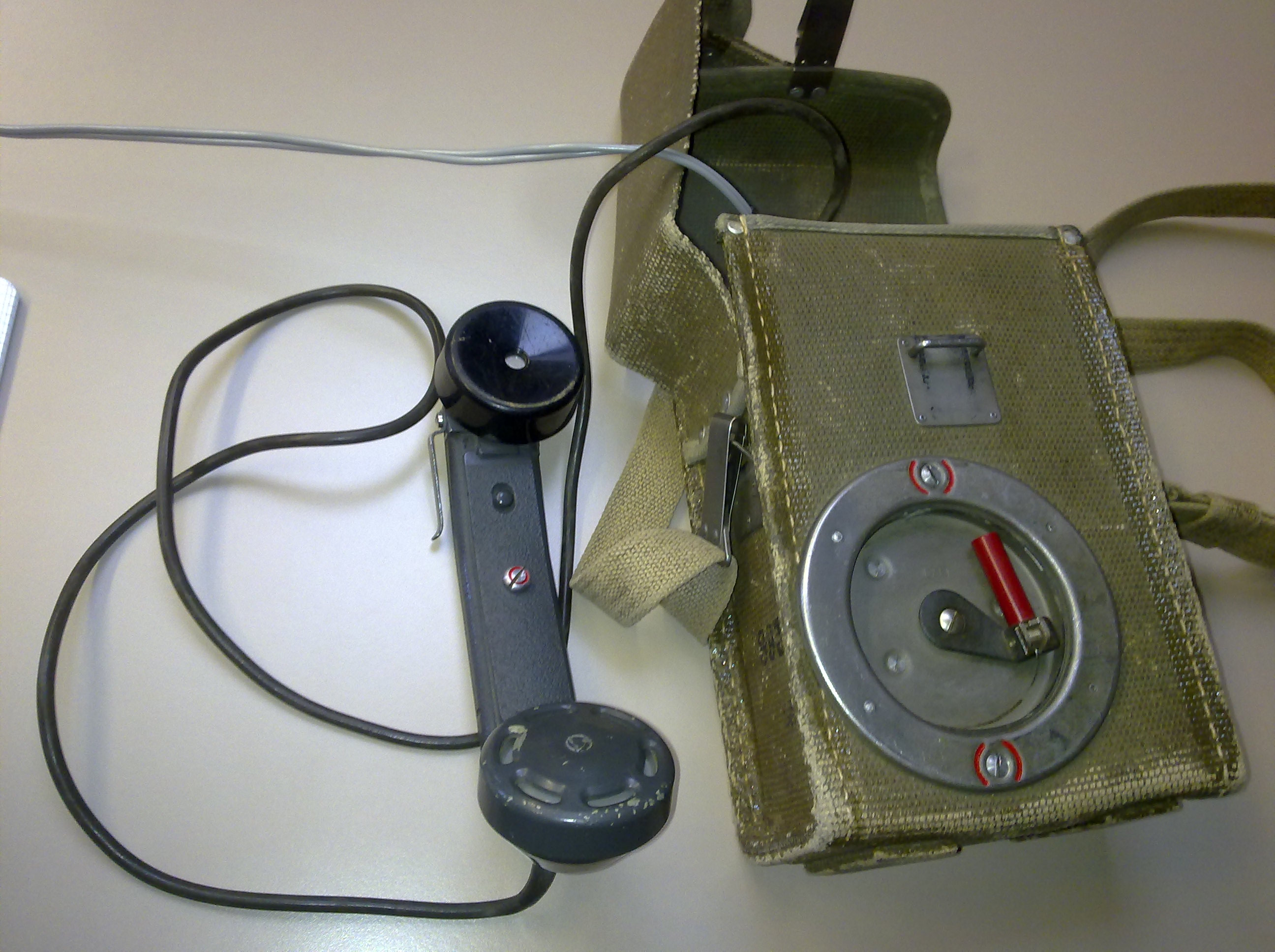
Feldtelefon 50 der Schweizer Armee

Für die Bundeswehr wurde Anfang der 1960er Jahre ein neuer Feldfernsprecher mit der Bezeichnung FF-OB/ZB (Feldfernsprecher, Ortsbatterie-/Zentralbatteriebetrieb) beschafft.
Er wurde von Standard Elektrik Lorenz (SEL) und von anderen Unternehmen wie der Deutschen Fernsprecher Gesellschaft mbH (DFG) produziert.
Das Gerät besteht aus einem Kasten aus Faserpressstoff mit einer Klappe, unter der die Anschlüsse, der Handapparat und weiteres Zubehör untergebracht sind. Die Benutzung wird durch die TDv 5805/006 geregelt. Als direktes Zubehör gibt es einen aufsteckbaren Wählzusatz, der den Betrieb an einer Amtsleitung oder an einer Nebenstellenanlage zulässt. Als weiteres Zubehör steht eine Vermittlung für zehn Teilnehmer und ein Amtszusatz für die Vermittlung zur Verfügung, wobei sich bis zu drei 10er Vermittlungen zu einer 30er Vermittlung zusammenschließen lassen.
Durch den Einzug der Digitaltechnik wurde in den 1990er Jahren ein Wählfernsprecher mit Modemanschluss von der Firma Krone beschafft. Dieser Feldfernsprecher wurde im System „Autoko 90“ betrieben und hauptsächlich von Truppenteilen genutzt, die für Richtfunkstrecken verantwortlich waren.
Wegen der hohen Mobilität, die heute von militärischen Einheiten gefordert wird, und wegen des hohen Aufwands des Feldkabelbaus wird der Feldfernsprecher zunehmend durch Funktechnik verdrängt.
Im Jargon der Deutschen Bundeswehr wird das Feldtelefon inoffiziell auch mit dem an die Niederdeutsche Sprache angelehnten Begriff Ackerschnacker bezeichnet.